# Crociera di lusso per un matto
Crociera di lusso per un matto (in russo Бриллиантовая рука?, Braccio di brillanti) è un film del 1968 diretto da Leonid Gajdaj.

## Trama
Il capo di un anello del mercato nero (noto solo come "Il Capo") vuole contrabbandare una serie di gioielli da uno stato straniero in Unione Sovietica nascondendolo all'interno del cast ortopedico di un corriere. Il Capo invia uno scagnozzo minore di nome Gennadiy 'Gesha' Kozodoyev (interpretato da Mironov) a servire come corriere. Kozodoyev viaggia in Turchia tramite una nave da crociera turistica. I co-cospiratori locali non sanno come sia il corriere; sanno solo che dovrebbe dire una parola in codice per identificarsi. A causa di una confusione, scambiano il compagno di viaggio di Kozodoyev dalla nave da crociera, il "cittadino sovietico ordinario" Semyon Gorbunkov (interpretato da Nikulin) per il corriere. Hanno posto un cast intorno al braccio e mettere i gioielli di contrabbando all'interno del cast. Al ritorno della nave da crociera in Unione Sovietica, Gorbunkov fa sapere alla polizia cosa è successo, e il capitano della polizia, che lavora sotto copertura come tassista, usa Gorbunkov come esca per catturare i criminali. Gesha e Lyolik (un altro degli scagnozzi di Chief, interpretato da Papanov) tentano di attirare Gorbunkov in situazioni in cui possono tranquillamente, senza un wetwork, rimuovere il cast e recuperare i gioielli di contrabbando.
In una di queste occasioni, Gesha invita Gorbunkov in un ristorante di lusso con l'intenzione di far ubriacare Gorbunkov abbastanza da farlo soggiogare da Lyolik. Tuttavia, sia Gesha che Gorbunkov si ubriacano e Gorbunkov viene portato a casa dalla polizia dopo che lui e Gesha hanno causato una scena. La moglie di Gorbunkov inizia a sospettare che sia stato reclutato dai servizi segreti stranieri dopo aver trovato una grande quantità di denaro e una pistola carica a salve in possesso di Gorbunkov (precedentemente datogli dalla polizia), o che abbia una relazione. Gorbunkov spiega che sta lavorando con la polizia sovietica in una missione segreta, ma non può divulgare alcun dettaglio. Il Capo invia Anna Sergeyevna, una donna operativa, per aiutare a recuperare il cast. Anna Sergeyevna invita Gorbunkov nella sua camera d'albergo con la pretesa di voler vendere a Gorbunkov un abito e gli punta il drink con un sonnifero. Mentre Gorbunkov sta per svenire, il sovrintendente ficcanaso del suo edificio che aveva seguito Gorbunkov porta sua moglie nella stanza d'albergo prima che Lyolik o la polizia possano raggiungerlo.
Gorbunkov si risveglia la mattina dopo per scoprire che sua moglie ha assunto che la sua storia era tutta una copertura per una relazione, e ha lasciato con i bambini. La polizia nel frattempo ha dedotto che Gesha è coinvolto nello schema di contrabbando che circonda il cast, e chiede a Gorbunkov di menzionare a Gesha che sta progettando di recarsi in un'altra città e che il suo cast sarà rimosso lì. Gesha riferisce questo al Capo, che invia Lyolik travestito da tassista a prendere Gorbunkov. Gorbunkov presume che Lyolik sia anche un poliziotto sotto copertura, e rivela il fatto che è stato in contatto con la polizia per tutto il tempo. Lyolik suona e dice a Gorbunkov che è stato autorizzato a rimuovere il cast un giorno prima in un rifugio lungo la strada per Dubrovka. Mentre Lyolik sta per rimuovere il cast, Gorbunkov deduce che Lyolik è in realtà un criminale e tenta di fuggire. Lyolik e Gesha inseguono Gorbunkov e con l'aiuto del Capo stesso, catturano Gorbunkov. Dopo aver rimosso il cast di Gorbunkov, si rendono conto che la polizia aveva rimosso i diamanti nel cast molto tempo fa. I criminali rapiscono Gorbunkov e tentano di fuggire mentre la polizia li rintraccia in elicottero e li cattura. Gorbunkov si riunisce con la sua famiglia, con la polizia che ha spiegato la situazione a sua moglie. Gorbunkov va in vacanza con la sua famiglia, anche se ora con una gamba rotta a causa del rapimento.

## Canzoni
L'isola della sfortuna
L'ironico "Ostrov nevezeniya" (in russo: Остров невезения) è diventato popolare dopo l'uscita del film. È stato cantato nel film dal Kozodoyev durante la crociera mentre strimpella una chitarra mentre si rilassa sul ponte della nave. La canzone è tematica, poiché presagisce la sfortuna che Kozodoyev sperimenta durante l'intero film. La canzone è stata registrata dallo stesso Mironov. Questo non è raro, poiché molti attori russi di quel tempo erano abili nel canto e nella danza.
La canzone sulle lepri
La metaforica "Pesnya pro zaytsev" (in russo: песня про зайцев) divenne anche una canzone popolare durante la fine del 1960. Racconta la storia di un gruppo di lepri personificate che raccolgono un'erba mitologica tryn-trava di notte e proclamano che non hanno paura di nessun predatore, siano essi lupi o gufi. Le lepri cantano audacemente un ritornello che inizia con "A nam vsyo ravno!" ("Non ci interessa!"), che è in realtà il significato di "tryn-trava". La canzone è stata eseguita nel film dal protagonista Semyon Gorbunkov dopo una pesante dose di vodka al ristorante. Più tardi, la scena è stata persino raffigurata su un francobollo dedicato all'attore Jurij Nikulin. Registrato dallo stesso Nikulin.
Aiutami
La terza e ultima canzone popolare di questo film è stata "Pomogi mne" (in russo: Помоги мне) eseguita da Aida Vedishcheva, una cantante dell'epoca sovietica nota per la sua interpretazione di canzoni per film prodotti negli anni ' 60.La canzone parodica in stile tango parla di amore e passione, ed è suonata in sottofondo durante una scena in cui una femme fatale assunta dagli scagnozzi del Capo tenta di sedurre e drogarsi Gorbunkov.